# Криничата
 Криничата  — опустевшая деревня в Шабалинском районе Кировской области. Входит в состав Новотроицкого сельского поселения.

## География
Расположена на расстоянии примерно 28 км по прямой на север от райцентра поселка Ленинское.

## История
Известна была с 1873 года как починок Нюрюг (Криницына мельница), где дворов 7 и жителей 44, в 1905 (починок Мальчинско-Высоковский или Высокая ) 38 и 259, в 1926 (деревня Высокая или Мальцевы) 47 и 277, в 1950 (Высока) 37 и 130, в 1989 9 жителей.

## Население
Постоянное население составляло 7 человек (русские 100%) в 2002 году, 0 в 2010.